# 9574 Taku
9574 Taku è un asteroide della fascia principale. Scoperto nel 1988, presenta un'orbita caratterizzata da un semiasse maggiore pari a 2,2454743 UA e da un'eccentricità di 0,1040617, inclinata di 4,79571° rispetto all'eclittica.